# Gut Hessel
Das Gut Hessel war ein ehemaliges Gut in der Gemarkung der Gemeinde Wiesenfeld im Landkreis Eichsfeld in Thüringen.

## Lage
Die Gut befand sich ungefähr zwei Kilometer westlich von Wiesenfeld im Westen des Landkreises Eichsfeld. Weitere Nachbarorte sind Volkerode im Süden und Schwobfeld im Norden. Der Ort liegt im Tal des Hesselbaches in waldreicher Umgebung zwischen den Muschelkalkausläufern des Rachelberges mit dem Sommerberg und der Goburg mit dem Ölberg auf ungefähr 360 m Höhe. Etwa einen Kilometer westlich verläuft die Landesgrenze zu Hessen.

## Geschichte

### Wüstung Hessel
Für das späte Mittelalter wird eine Besiedlung der Tallage angenommen, 1358 wurde eine villa Hesteler genannt. 1465 ist bereits von einer Wüstung die Rede, der wettinische Landgraf Wilhelm von Thüringen belehnt die Brüder Johann, Herting und Apel von Eschwege mit der Wüstung und allem Zubehör, wie es bereits ihren Vettern gehört hatte. Bis ins 17. Jahrhundert wird der Ort in Urkunden erwähnt, mal als Oberhessel und dann als Niederhessel. Mitte des 16. Jahrhunderts wurden die Güter der Herren von Hanstein in Niederhessel in Briefen genannt.
Anfang des 17. Jahrhunderts war die Wüstung als sächsisches Lehen in den Händen derer von Eschwege und von Hanstein und kam an die von Eschwege zu Aue. Ob es sich dabei um zwei getrennte Orte handelte oder nur um zwei Siedlungsstellen, ist heute nicht mehr nachweisbar. Archäologische Befunde sind nicht bekannt.

### Gut Hessel
Wann das Rittergut errichtet wurde, ist nicht bekannt. Es befand sich im Bereich von Oberhessel, eine Mühle existierte in der Ortslage Niederhessel und wurde schon vor sehr langer Zeit aufgegeben. 1936 bewirtschaftete eine Familie Schmidt den Gutshof. 1945 wurde das Gut enteignet und auf mehrere Siedler aufgeteilt. Das Gut bestand zu dieser Zeit aus 237 Hektar Land, einem Herrenhaus, Arbeiterhäusern, Wirtschaftsgebäuden und einem Forsthaus. Aus wirtschaftlichen Gründen verließen immer mehr Menschen den Hof und die LPG Rüstungen übernahm den Betrieb. Ende der 1960er Jahre wohnte niemand mehr in den Gebäuden.
Im Zuge der Grenzsicherungsmaßnahmen wurde das Gut wegen der Nähe zur Innerdeutschen Grenze abgerissen.  Lediglich einige alte Bäume bleiben am Ort erhalten.

## Heutiger Zustand
Nach 1990 erhielten die Erben des letzten Besitzers den Gutsort zurück und betreiben dort eine ökologisch betriebene Tierhaltung.

## Namensherkunft
Hessel ist ein elliptischer Name durch Auslassung oder Verkürzung von Heselin-, Hessler und Heselare. Abgeleitet ist es vom Haselstrauch, mundartlich auch Hasl. Der Name ist nicht nur für den Ort und den angrenzenden Bach gebräuchlich, sondern auch für die auf der Gobert befindliche Hessellücke und den Hesselkopf (506 m).